# Wendy Ramshaw
Wendy Anne Jopling Ramshaw (Sunderland, 26 mei 1939 – Londen, 9 december 2018) was sieraadontwerpster en beeldend kunstenaar. Ze woonde en werkte in Londen met haar partner, de ontwerper David Watkins.

## Loopbaan

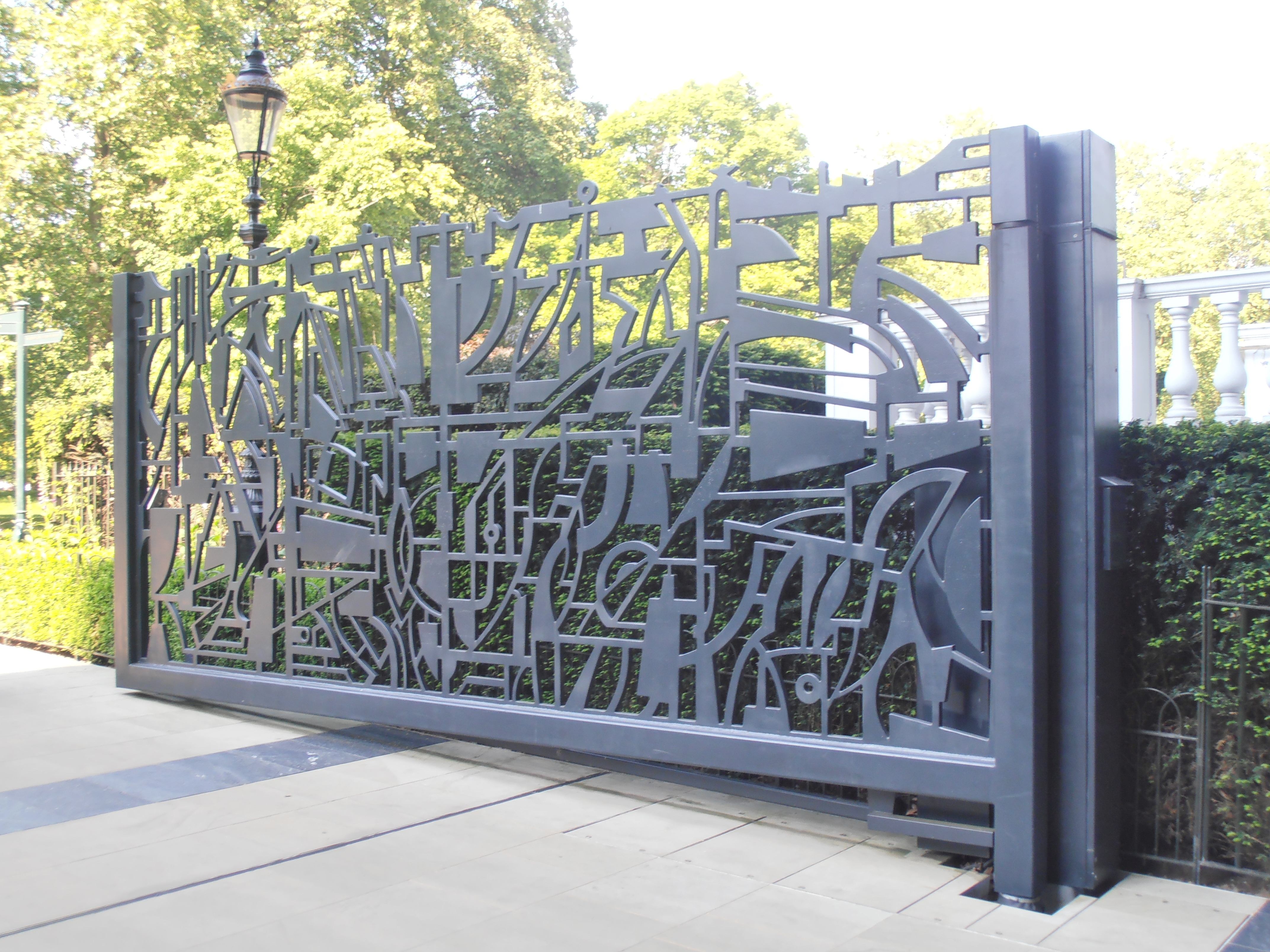
Een toegangshek van Hyde Park

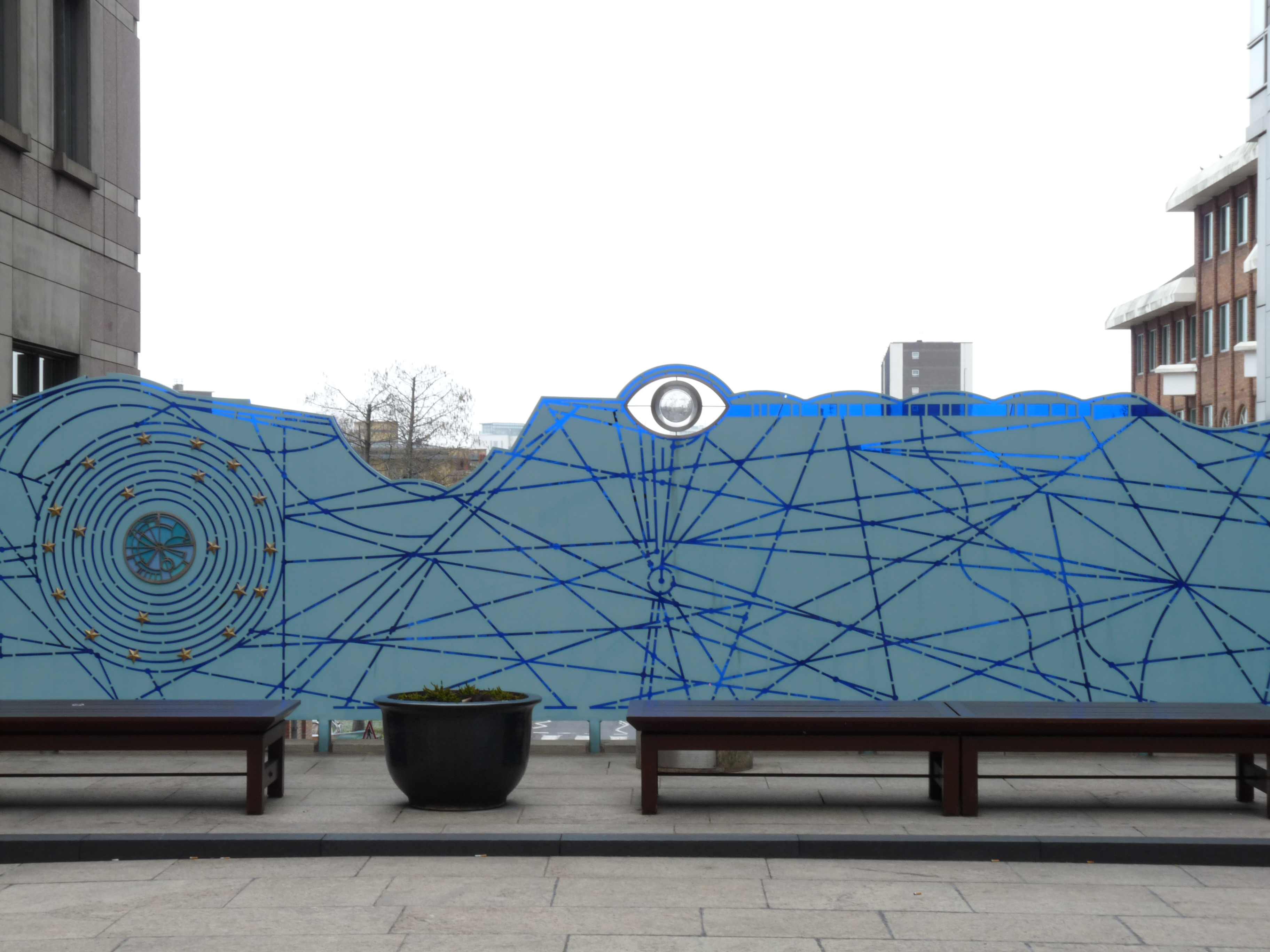
Columbus Screen (Canary Wharf)

Ramshaw is opgeleid aan Newcastle’s College of Art and Industrial Design (van 1956 tot 1960) en aan de Universiteit van Reading. Ramshaw deelt vanaf 1962 en een atelier met Watkins en zij werkten samen bij diverse projecten. Zo maakten ze onder andere - onder de naam 'Something Special Ltd' - sieraden van papier die door de gebruiker uit een stuk papier gedrukt konden worden.
Aan het begin van haar carrière maakte Ramshaw sieraden van onder meer kunststoffen en papier. Inmiddels worden de kleurrijke sieraden van Ramshaw vervaardigd met edele metalen, stenen (vooral cabochon geslepen) en edelstenen, glas, perspex en keramiek. In 1993 was Ramshaw een van de eerste twee vrouwen die werd toegelaten als Freeman van de 'Worshipful Company of Goldsmiths'. Vooral bekend zijn haar series ringen, vaak met stenen, op verticale standaarden. Ramshaw introduceerde het gestapeld dragen van ringen. In 1972 werd zij daarvoor beloond met een prijs, de Design Council Award for Innovation.
Zij maakte ook decoratieve ontwerpen voor de openbare ruimte, een hekwerk voor een van de ingangen van het Londense Hyde Park en voor Canary Wharf.
Ramshaw overleed in 2018 op 79-jarige leeftijd na een langdurige ziekte.

## Werk in openbare collecties (selectie)
- Cooper Hewitt, Smithsonian Design Museum, New York
- Dallas Museum of Art, Dallas
- Die Neue Sammlung, München
- Kunstindustrimuseet, Oslo
- Nordenfjeldske Kunstindustrimuseum, Trondheim
- Los Angeles County Museum of Art (LACMA), Los Angeles
- Metropolitan Museum of Art, New York
- Middlesbrough Institute of Modern Art (MIMA), Middlesbrough
- Musée des Arts Décoratifs (Parijs), Parijs
- Museum für Kunst und Gewerbe, Hamburg
- Museum of Arts and Design (MAD), New York
- Museum of Fine Arts, Houston
- Museum of Fine Arts (Boston), Boston
- Museum of Modern Art Kyoto, Kyoto
- National Gallery of Australia, Canberra
- National Gallery of Victoria, Melbourne
- Philadelphia Museum of Art, Philadelphia
- Powerhouse Museum of Science and Design, Sydney
- Princessehof, Leeuwarden
- Schmuckmuseum Pforzheim, Pforzheim
- Stedelijk Museum Amsterdam, Amsterdam
- Design Museum Den Bosch, Den Bosch
- The Crafts Council, London
- Victoria and Albert Museum, Londen
- Worshipful Company Of Goldsmiths, London

## Tentoonstellingen (selectie)
- 1968 – Jablonec ’68, Muzeum skla a bižuterie, Jablonec nad Nisou
- 1973 – American Institute of Architects, Philadelphia
- 1973 – British Craft Centre London, Londen
- 1973 – Electrum Gallery, Londen
- 1973 – Goldsmiths Hall, Londen
- 1974 – New Jewellery, Arnolfini, Bristol
- 1978 – National Gallery of Victoria, Melbourne
- 1980 – Galerie am Graben, Wenen
- 1987 – Wendy Ramshaw / David Watkins – Schmuck / Jewellery, Deutsches Goldschmiedehaus, Hanau
- 1988 (30 september - 13 november) / Museum het Princessehof, Leeuwarden The Netherlands
- 1998 – Brooching it Diplomatically: A Tribute to Madeleine K. Albright, Secretary of State of the United States of America, American Craft Museum, New York/Designmuseo, Helsinki/Eesti Tarbekunsti- ja Disainimuuseum, Tallinn/Helen Drutt Gallery/Kruithuis ('s-Hertogenbosch), Den Bosch
- 2002 – Room of Dreams, The Scottish Gallery, Edinburgh
- 2007 – Ornament as Art: Avant-Garde Jewelry from the Helen Williams Drutt Collection, Museum of Fine Arts, Houston/Mint Museum of Craft+Design, Charlotte/Renwick Gallery, Washington/Tacoma Art Museum, Tacoma (Washington)
- 2012 – Room of Dreams, Somerset House, Londen
- 2012 – Unexpected Pleasures, Design Museum, Londen/National Gallery of Victoria, Melbourne
- 2014 – Rooms of Dreams, Middlesbrough Institute of Modern Art (MIMA), Middlesbrough
- 2015 – Jewellery 1970-2015, Österreichisches Museum für angewandte Kunst (MAK), Wenen
- 2016 – Beyond bling, contemporary jewelry from the Lois Boardman Collection, Los Angeles County Museum of Art (LACMA), Los Angeles
- 2017 – Die Sammlung Bollmann – Schmuck von 1970-2015, Deutsches Goldschmiedehaus, Hanau
- 2017 – Medusa, Bijoux et tabous, Musée d'Art Moderne de la Ville de Paris, Parijs

## Prijzen
- 1972 – Design Council Award for Innovation
- 1975 – De Beers Diamond International Award
- 2003 – Commander of the British Empire for Services to Art

## Opdrachten
- 1999 – Gouden medaille voor Koningin Elizabeth II
- 1999 – Schmuck zur Jahrtausendwende (een sieraad voor Heidi Bollmann in opdracht van Karl Bollmann)

- Art Gallery of South Australia: 3535
- Biblioteca Nacional de España: XX1063626
- Gemeinsame Normdatei: 120688166
- International Standard Name Identifier: 0000 0000 8131 7691
- KulturNav: eb36ece8-6181-4e71-a6dc-a7d09e2242dc
- Library of Congress Control Number: n86836851
- Nationale Bibliotheek van Israël: 987012330117305171
- Nederlandse Thesaurus van Auteursnamen: 073847828
- RKD-Nederlands Instituut voor Kunstgeschiedenis: 243333
- Union List of Artist Names: 500195462
- Virtual International Authority File: 52526907
- WorldCat: E39PBJwHkcC9GF4JVKrW9mpHG3